# 牧之原市立榛原中学校
牧之原市立榛原中学校（まきのはらしりつはいばらちゅうがっこう）は、静岡県牧之原市にある公立中学校。

## 沿革
- 1971年 - 川崎中学、勝間田中学、坂部中学が統合により、榛原中学校となり、三教場で分散教育開始。
- 1973年 - 新校舎落成。
- 2005年 - 合併により校名変更で、牧之原市立榛原中学校となる。

## 教育目標
校訓
自学、共励、鍛錬
学校教育目標
こころざしを育てる

## 学校行事
- 5月　体育大会
- 10月　文化発表会

## 部活動
- 剣道
  - 男子団体・志太榛原大会優勝、県大会出場
  - 女子団体・志太榛原大会優勝、東海大会出場
- 男バスケ:志太榛原大会
- 女卓球・団体:志太榛原大会準優勝、県大会出場
- 男卓球・団体:志太榛原大会第三位、県大会出場
- 女サッカー:志太榛原大会優勝
- 男テニス:志太榛原大会準優勝、県大会出場
- 女テニス:志太榛原大会第三位、県大会出場
- 女子バスケ:志榛大会第三位、県大会出場
- アーチェリー:静岡県アーチェリー大会　男女優勝
- 吹奏楽:静岡県吹奏楽コンクール金賞

## 学区
- 静波、細江、勝俣、道場、仁田、白井、静谷、静波、中、勝間、切山、勝田、静谷、坂部、坂口
（牧之原市立川崎小学校、牧之原市立細江小学校、牧之原市立勝間田小学校、牧之原市立坂部小学校区の全域）